# Youri Mulder
Youri Mulder est un footballeur néerlandais né le 23 mars 1969 à Bruxelles. Il évoluait au poste d'attaquant.
Il a remporté la Coupe de l'UEFA en 1997 avec Schalke (sans toutefois rentrer en jeu lors des deux finales).
Il a été sélectionné à 9 reprises avec l'équipe des Pays-Bas et a participé à l'Euro 1996.
Il prend les rênes de l'équipe première de Schalke en 2008.

## Carrière
- 1988-1990 : ZVV Adelaars  Pays-Bas
- 1990-1993 : FC Twente  Pays-Bas
- 1993-2002 : Schalke 04  Allemagne

## Palmarès

### En club
- Vainqueur de la Coupe de l'UEFA en 1997
- Vainqueur de la Coupe d'Allemagne en 2001 et en 2002 avec Schalke 04
- Vice-champion d'Allemagne en 2001 avec Schalke 04

### EnÉquipe des Pays-Bas
- 9 sélections et 3 buts entre 1994 et 1999
- Participation au Championnat d'Europe des Nations en 1996 (1/4 de finaliste)